# Sven Eric Lorentzon
Sven Eric Lorentzon, född 27 februari 1929 i Östra Frölunda församling i Älvsborgs län, död 6 maj 2003 i Gunnarps församling i Hallands län, var en svensk politiker (moderat) och riksdagsledamot 1976–1991.